# Sandusky (Ohio)
Sandusky és una població dels Estats Units a l'estat d'Ohio. Segons el cens del 2008 tenia 25.688 habitants.

## Demografia
Segons el cens del 2000, Sandusky tenia 27.844 habitants, 11.851 habitatges, i 7.039 famílies. La densitat de població era de 1.069,7 habitants/km².
Dels 11.851 habitatges en un 28,9% hi vivien nens de menys de 18 anys, en un 38,7% hi vivien parelles casades, en un 16,4% dones solteres, i en un 40,6% no eren unitats familiars. En el 34,9% dels habitatges hi vivien persones soles el 13,1% de les quals corresponia a persones de 65 anys o més que vivien soles. El nombre mitjà de persones vivint en cada habitatge era de 2,31 i el nombre mitjà de persones que vivien en cada família era de 2,99.
Per edats la població es repartia de la següent manera: un 25,8% tenia menys de 18 anys, un 9,2% entre 18 i 24, un 28,5% entre 25 i 44, un 21,4% de 45 a 60 i un 15,1% 65 anys o més.
L'edat mediana era de 36 anys. Per cada 100 dones de 18 o més anys hi havia 85,2 homes.
La renda mediana per habitatge era de 31.133 $ i la renda mediana per família de 37.749 $. Els homes tenien una renda mediana de 31.269 $ mentre que les dones 21.926 $. La renda per capita de la població era de 18.111 $. Aproximadament el 12,2% de les famílies i el 15,3% de la població estaven per davall del llindar de pobresa.

## Persones
- Albert Ross Parsons (18471933), músic i arqueòleg

## Poblacions més properes
El següent diagrama mostra les poblacions més properes.